# Фаусек Віктор Андрійович
Віктор Андрійович Фа́усек (рос. Виктор Андреевич Фа́усек; нар. 13 [25] січня 1861, Саратов — пом. 1 [14] липня 1910, Київ) — російський професор зоології, ентомолог, пропагандист жіночої освіти, професор Петроградського жіночого медичного інституту та директор Вищих жіночих (бестужевських) курсів. Брат журналіста В. А. Фаусека.

## Біографія
Народився в Саратові 13 (25) січня 1861 року в дворянській родині. Його дід — Франц Фаусек — переїхав на службу в Росію з Богемії в 1820-х роках; його мати — Катерина Іванівна Ейферт (Ейферт), з німецького сімейства, внучка французького емігранта.
Хрещений за римо-католицьким обрядом з ім'ям Віктор-Еммануїл; у 10-річному віці разом зі своїми батьками, братами і сестрою «приєднаний до православної церкви».
Дитинство і раннє юнацтво, до 12 років, пройшло в маєтку княгині Мещерської, у селі Олександрівка Старобільського повіту Харківської губернії (нині селище Лозно-Олександрівка Сватівського району Луганської області України), де його батько, Андрій (Франц) Францович (нар. бл. 1825 — пом. 12.03.1897), був управителем.
Спочатку навчався у Москві (у 6-й і 4-й гімназіях). У 1879 році закінчив 3-тю Харківську гімназію і вступив на природниче відділення фізико-математичного факультету Харківського університету. У 1884 році перейшов на 4-й курс до Імператорського Петербурзького університету і закінчив його 1886 року. Потім працював у Зоологічному кабінеті у професора М. П. Вагнера.
У 1891 році захистив дисертацію на ступінь магістра зоології «Етюди з анатомії та історії розвитку павуків-сінокосців». Влітку 1886 року їздив у Ставропольську губернію, отримавши субсидію від Російського Географічного товариства для зоологічних екскурсій.

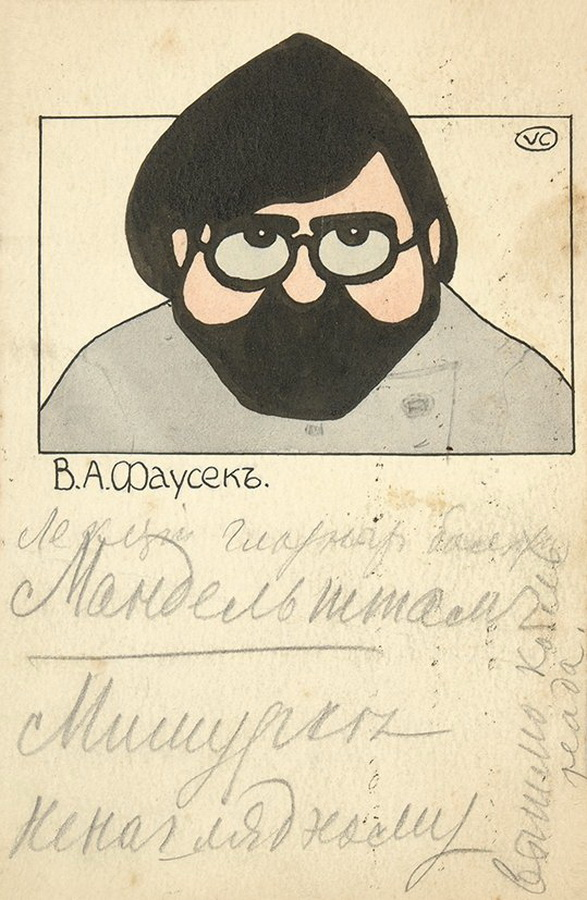
Карикатура на В. А. Фаусека,.

Влітку 1888 і 1889 років коштом Петербурзького товариства дослідників природи і Географічного товариства здійснив дві поїздки на північ: під час першої працював на Соловецькій біологічній станції, під час другої був на Мурмані та в районі Кандалакської губи. У 1889 році досліджував озеро Могильне на острові Кильдин і виявив у південно-східній частині цієї водойми морську фауну і флору. На прохання Фаусека колоніст Еріксен за пів години на гачок спіймав 16 екземплярів тріски з озера. B. A. Фаусек відніс озеро Могильне до числа реліктових озер, що утворилися внаслідок негативного руху берегової лінії. Впливу морських припливів і відливів на рівень води в озері він не помітив, але допускав можливість просочування морської води через перемичку, що й підтвердилося згодом.
У 1895 і 1896 роках відряджався за кордон; працював на Неаполітанській зоологічній станції. У 1898 році здобув ступінь доктора зоології в Імператорському Московському університеті, захистивши дисертацію «Дослідження з історії розвитку головоногих (Cephalopoda)». У 1892—1894 роках читав лекції як приват-доцент у Санкт-Петербурзькому університеті, з 1897 року був професором Вищих жіночих курсів та Жіночого медичного інституту. З вересня 1905 року, після введення автономії, обраний директором Вищих жіночих курсів.
Був членом Санкт-Петербурзького товариства природодослідників і Російського географічного товариства, за дорученням якого в 1903 і 1904 роках здійснив дві поїздки в Закаспійську область з метою біологічних досліджень. Співпрацював із журналом «Русское богатство».

## Сім'я

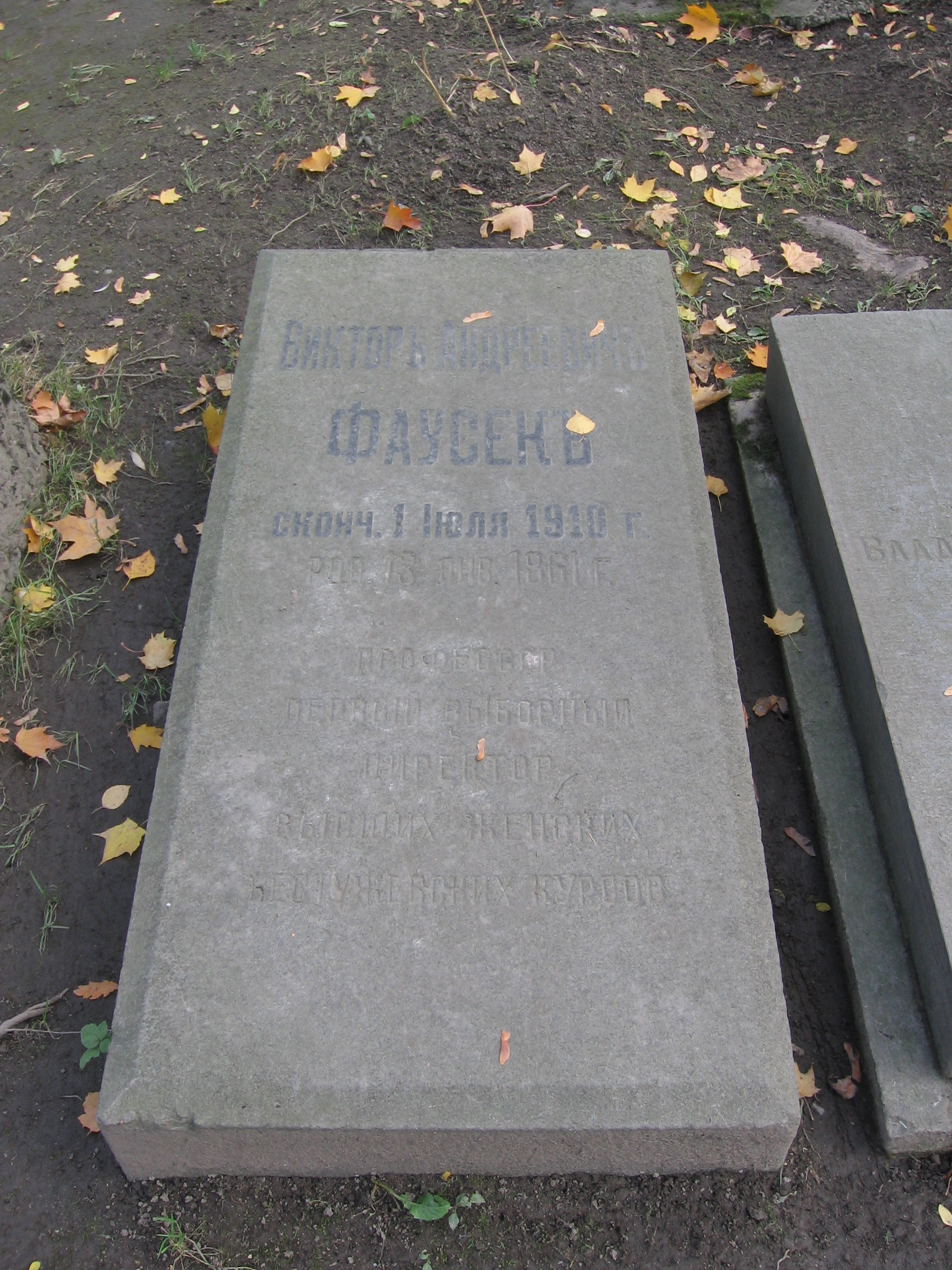
Надгробок В. А. Фаусека на Літераторських містках

Дружина — Юлія Іванівна, в дівоцтві Андрусова. Їхні діти:
- Всеволод Вікторович Фаусек (нар. 1889, Санкт-Петербург — пом. 15.01.1910, Санкт-Петербург);
- Володимир Вікторович Фаусек (нар. 1892, Санкт-Петербург — пом. 1.07.1915, Санкт-Петербург);
- Наталія Вікторівна Фаусек (нар. 1893, С.-Петербург — пом. після 1949), актриса
- Микола Вікторович Фаусек[ru] (нар. 1894, Неаполь — пом. 1938, Москва).